# Marcus Daniell
Marcus Daniell (n. 9 noiembrie 1989, Masterton⁠(d), Wellington⁠(d), Noua Zeelandă) este un jucător de tenis neozeelandez, medaliat olimpic. A participat la 2 ediții ale Jocurilor Olimpice (2016, 2020) în care a câștigat o medalie de bronz.